# Lechbruck am See
Lechbruck am See är en kommun och ort i Landkreis Ostallgäu i Regierungsbezirk Schwaben i förbundslandet Bayern i Tyskland.